# The Range Boss
The Range Boss er en amerikansk stumfilm fra 1917 af W. S. Van Dyke.

## Medvirkende
- Jack Gardner - Rex Randerson
- Ruth King - Ruth Harkness
- Carl Stockdale - Willard Masten